# Museu Indo-Português
O Museu Indo-Português (em inglês:  Indo-Portuguese Museum) é um museu indiano situado em Fort Kochi, Cochim, no estado de Querala.

## História
O museu foi fundado por Joseph Kureethra, bispo de Cochim, no sentido de proteger e mostrar o património e a influência cultural portuguesa. O museu apresenta as influências portuguesas em Fort Kochi e na zona circundante, em especial, nas zonas ocidentais de Cochim.
O museu tem cinco secções: Altar, Tesouro, Procissão, Vida Civil e Catedral. Entre as peças expostas encontram-se uma peça-de-altar feita de teca no século XVI, proveniente da Igreja de Nossa Senhora da Esperança, em Vypeen; uma casula da Casa Episcopal do século XIX, em Fort Kochi, uma cruz processional de prata e madeira da Catedral Basílica de Santa Cruz do século XVII, em Fort Kochi, e um ostensório indo-português da Igreja de Nossa Senhora da Esperança, em Vypeen dos séculos XVIII e XIX. Outros objetos expostos no Museu Indo-Português incluem esculturas, objetos de metais preciosos e vestes, e outras peças provenientes da Catedral de Santa Cruz, bem como de outras igrejas da diocese de Cochim.
A Fundação Calouste Gulbenkian esteve diretamente envolvida na seleção das obras expostas no Museu Indo-Português de Cochim, sendo responsável pelo projeto museológico. As obras de arte foram selecionadas entre várias igrejas de Cochim. A Fundação também forneceu assistência técnica e financeira para a construção do edifício onde o Museu foi instalado no ano de 2000, e publicou um catálogo abrangente, que se encontra disponível no Museu.